# Harry Barron
Harry Barron (11 de agosto de 1847-27 de marzo de 1921) fue un oficial del ejército británico que se desempeñó como gobernador de Tasmania de 1909 a 1913 y gobernador de Australia Occidental de 1913 a 1917.

## Vida
Barron nació en 1847 y asistió a la Stubbington House School. En 1877 se casó con Clara Emily, hija del mayor general T. Conyngham Kelly; y tuvieron una hija.
Barron fue gobernador de Tasmania de 1909 a 1913 y gobernador de Australia Occidental de 1913 a 1917.
En 1920, fue nombrado coronel comandante de la Real Artillería.